# Museu Diocesà d'Urgell
El Museu Diocesà d'Urgell és un museu del Bisbat d'Urgell situat al conjunt catedralici de la Seu d'Urgell, concretament al sector meridional annex als claustres de la Catedral d'Urgell, en l'edifici de l'antiga església de la Pietat i de la Casa del Deganat.

## Història
Nasqué al segle xx del conjunt de d'objectes litúrgics i religiosos que hi havia disposats a la sala capitular de la catedral. L'any 1956 un grup de ciutadans demanaren al bisbe la possibilitat d'exposar aquell conjunt de peces de manera permanent. La proposta fou acceptada i el 1957, durant la setmana santa, es creà l'Exposició d'Art Sacre.
A causa de l'èxit de l'exhibició, el bisbe Ramon Iglesias decretà la creació del Museu el 7 d'agost de 1957. Es cregué oportú emprar l'església de Sant Miquel com a sala d'exposició i amb tal finalitat s'iniciaren les obres d'apariament per fer-ne un espai segur i apte per a contenir-hi les obres. Durant la dècada dels seixanta i sentanta l'obra estigué repartida entre l'església de Sant Miquel i la sala capitular i els seus fons s'ompliren de peces, mercès a les bones relacions entre la Diòcesi d'Urgell i el Museu Nacional d'Art de Catalunya.
El 29 de juny de 1975 s'obriren les portes del Museu als visitants, mentre es duien a terme obres al temple de la Pietat per tal de dipositar-hi el gruix de la col·lecció. Així mateix, es redactaren els estatuts del Museu i s'instal·là un modern sistema de seguretat per tal de protegir les peces.
En aquesta dècada el Museu s'enfrontà a una tasca difícil. A causa del despoblament de les zones pirinenques, molts objectes d'art quedaren abandonats i desatesos, per la qual cosa es creà la Comissió Diocesana per al Patrimoni Artistíc, la funció de la qual era la de recollir les peces d'art dels llogarrets més desprotegits, a fi d'assegurar-les i exposar-les al públic. Així doncs, en uns pocs anys la col·lecció s'augmentà amb més de cent peces recollides d'arreu de la diòcesi.

## Col·lecció
La col·lecció del Museu es constitueix bàsicament per objectes d'art litúrgic i religiós que abasten des del segle x fins al segle xviii. Entre les peces més destacades hom hi troba un Beatus de Liébana: el Beatus de la Seu d'Urgell, la butlla del papa Silvestre II (de l'any 1001), diverses pintures murals romàniques i una gran col·lecció d'orfebreria gòtica, renaixentista i barroca. El 2012 es va restaurar el sarcòfag de Sant Ermengol al Centre de Restauració de Béns Mobles.